# 1900年夏季奥林匹克运动会自行车比赛
1900年夏季奧林匹克運動會自行車比賽是在1900年世界博覽會期間舉行，同時舉行許多自行車比賽，多達250名選手參與，其中160名是法國人。國際奧委會接受奧林匹克歷史學家比爾·馬倫（Bill Mallon）關於應被視為「奧林匹克」賽事的建議後，國際奧委會只會確認三項賽事為「奧林匹克」賽事，三項賽事包括男子個人競速賽、男子25公里和男子積分賽，這三場比賽於1900年9月9日至16日舉行，來自7個國家的72名男子選手參加。

## 奖牌得主
| 届数       | 金牌                            | 银牌                           | 铜牌                          |
| 男子竞速赛 | 阿尔贝·塔扬迪耶 · 法国（FRA）   | 费尔南·桑 · 法国（FRA）        | John Henry Lake · 美国（USA） |
| 男子25公里 | 路易·巴斯蒂安 · 法国（FRA）     | Lloyd Hildebrand · 法国（FRA） | 奥古斯特·多曼 · 法国（FRA）   |
| 男子记分赛 | 恩里科·布鲁索尼 · 意大利（ITA） | Karl Duill · 德国（GER）       | 路易·特鲁瑟利耶 · 法国（FRA） |

## 參賽國家
賽事共有來自7個國家的72名參賽運動員參加。
- 比利时（1）
- 波希米亚（1）
- 法国（58）
- 英国（1）
- 德国（3）
- 意大利（7）
- 美国（1）

## 獎牌榜
*   主办国家/地区（法国）
| 排名                     | 国家 / 地区              | 金牌 | 銀牌 | 銅牌 | 总计 |
| ------------------------ | ------------------------ | ---- | ---- | ---- | ---- |
| 1                        | 法国（FRA）*             | 2    | 2    | 2    | 6    |
| 2                        | 意大利（ITA）            | 1    | 0    | 0    | 1    |
| 3                        | 德国（GER）              | 0    | 1    | 0    | 1    |
| 4                        | 美国（USA）              | 0    | 0    | 1    | 1    |
| 总计（共4个国家 / 地区） | 总计（共4个国家 / 地区） | 3    | 3    | 3    | 9    |